# Hanna-Barbera
Hanna-Barbera was een Amerikaanse tekenfilmstudio die erg succesvol was in de tweede helft van de twintigste eeuw. 
Hanna-Barbera werd in 1944 opgericht als H-B enterprises door William Hanna en Joseph Barbera, destijds beiden directeur van de animatie-afdeling van MGM, waar ze vooral tekenfilmpjes rond Tom & Jerry maakten. H-B enterprises was oorspronkelijk opgezet om gesponsorde films en reclamefilms te maken, maar toen MGM in 1957 stopte met hun tekenfilmafdeling richtten Hanna en Barbera zich volledig op hun eigen bedrijf.
In 1960 werd het bedrijf omgedoopt tot Hanna-Barbera Productions. In de daaropvolgende decennia produceerde Hanna-Barbera veel succesvolle tekenfilmseries als De Flintstones, Top Cat, Yogi Bear, The Huckleberry Hound Show, Wacky Races, Wally Gator, The Jetsons, Scooby-Doo, De Smurfen en De Snorkels. In Nederland werden stripversies van de series uitgebracht in het tijdschrift De Flintstones.
In het midden van de jaren 80 werd het succes wat minder en in 1991 werd het bedrijf aan Turner Broadcasting verkocht. Toen ging het bedrijf nieuw materiaal maken voor Cartoon Network, waaronder  The Addams Family, Dexter's Laboratory, Cow and Chicken en The Real Adventures of Jonny Quest. Hanna en Barbera gingen met pensioen maar bleven wel functioneren als boegbeelden van de studio. In 1996 is het bedrijf in handen gekomen van Time Warner.
Na de dood van William Hanna in 2001 werd Hanna-Barbera onderdeel van de animatiedivisie van Warner Bros. en Cartoon Network Studios nam toen de productie van de Cartoon Network producties over. Joseph Barbera bleef bij Warner Bros tot zijn dood in 2006.
De naam Hanna-Barbera wordt tegenwoordig alleen nog gebruikt als marketing-instrument voor de klassiekers van Hanna-Barbera als The Flintstones en Scooby-Doo.